# Mo Synchron
Die Mo Synchron GmbH  ist ein Produktionsunternehmen für die Synchronisation von Filmen und Fernsehserien mit dem Hauptsitz in München.

## Geschichte
Das Unternehmen wurde 2014 in München gegründet. Aktuelle Geschäftsführerin ist Sabine Moll. Die Firma bereits über 128 Synchronisationen von Filmen und Serien übernommen.

## Produktionen (Auswahl)
Zu den bekanntesten Synchronisationen zählen:

### Filme
- Die Frau in Schwarz 2: Engel des Todes
- Knock Knock
- Oddball – Retter der Pinguine
- Parthenope
- Trautmann
- White Bird
- Your Name. - Gestern, heute und für immer

### Fernsehserien
- Liar
- The Man in the High Castle
- The Tourist
- Warrior